# Buxus acuminata
Buxus acuminata är en buxbomsväxtart som beskrevs av Müll. Arg. Buxus acuminata ingår i släktet buxbomar, och familjen buxbomsväxter. Inga underarter finns listade i Catalogue of Life.